# Дроздовський Петро Михайлович

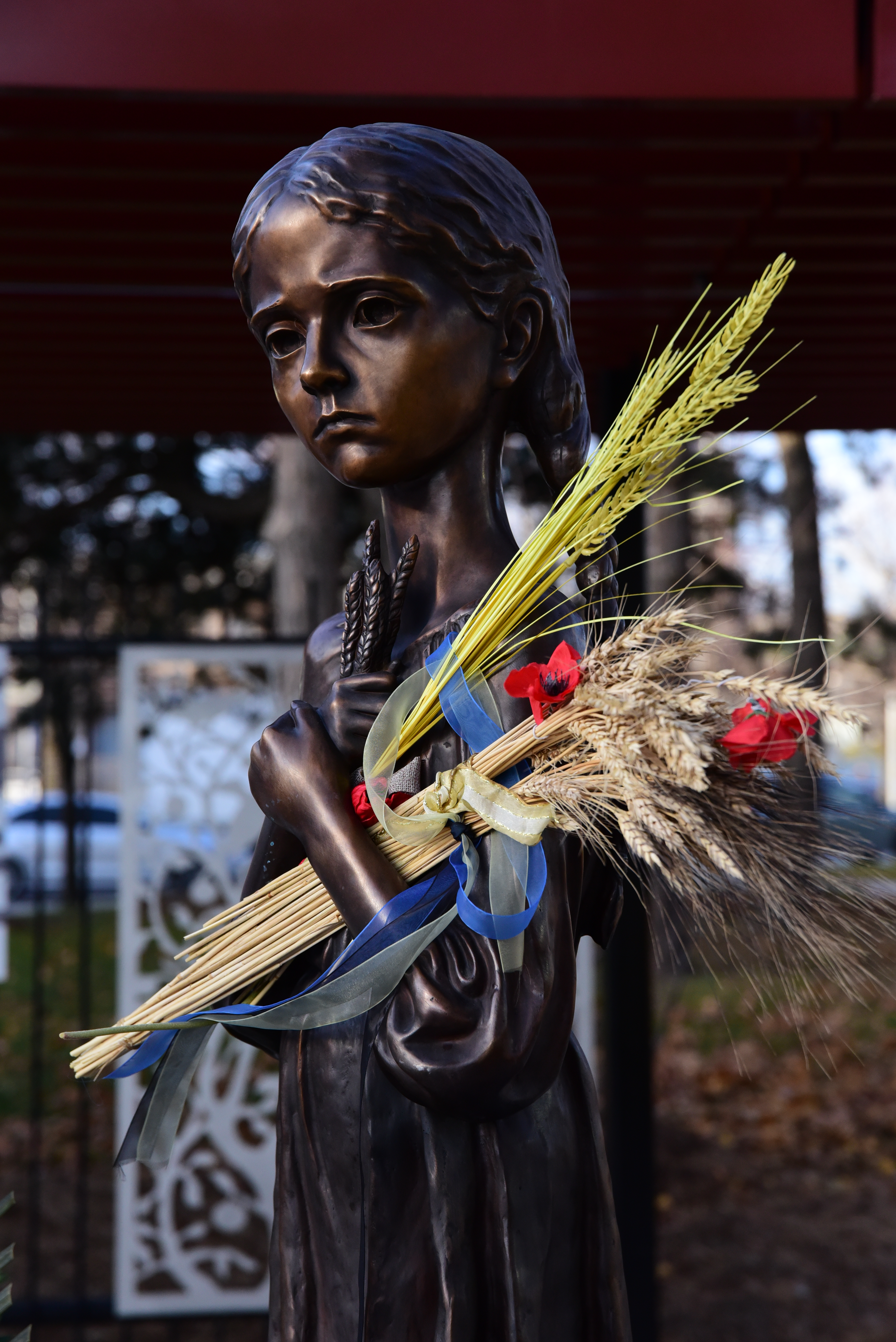
Скульптура «Гіркий спогад дитинства» в Торонто

Дроздовський Петро Михайлович (06. 06. 1957, с. Озерна Білоцерківського району Київської обл.) – український скульптор., член НСХУ з 1988. 
Закінчив Харківський художньо-промисловий інститут (1981). Учасник всеукраїнських і міжнародних виставок від 1982. Персональні виставки – у Києві (1987, 1999), Берліні (2000). Основні галузі мистецького зацікавлення – станкова і монументальна скульптура. Виконує роботи в бронзі, мармурі, камені, дереві. 
Тематика творчості — християнські мотиви, зокрема біблійні образи; використання філософських і символічних узагальнень. В деяких роботах схильний до строгого академізму.
Відомі твори: 
- скульптури: 
  - «Ромео і Джульєтта» (1980),
  - «Маленький принц» (1986),
  - «Культ» (1988), «Торс»,
  - «Козак із бандурою» (1989),
  - «Ранок» (1990),
  - «Ангел-хранитель» (1998),
  - «Дон Кіхот», «Король Лір» (1999);
  - серія «Руки» (2002);

- пам'ятники:
  - Євангелістам (2004, Київ; архітектори М. Босенко, В. Ісак);
  - Георгію Переможцю (2005, с. Данівка Козелецького р-ну Чернігівської обл.);
  - Пантелеймону Кулішу і Ганні Барвінок (2003, х. Мотронівка у складі с. Оленівка Борзнянського р-ну Чернігівської обл.),
  - Чернігівському князю Михайлу і боярину Федору (2004),
  - Хрест на руїнах палацу І. Мазепи (2005, м. Батурин Чернігівської обл.),
  - Рівноапостольним Клименту і Науму (Македонія),
  - скульптурна частина архітектурного комплексу Національного музею Голодомору-геноциду (зокрема, скульптури «Гірка пам'ять дитинства», «Янголи скорботи», обидві – 2008; усі – у співавторстві зі скульптором Обезюком Миколою Наумовичем)[2][3].
  - «Гірка пам'ять дитинства» (центральна фігура Меморіалу жертвам Голодомору в Торонто) (2017)